# Helena de Suècia
Helena de Suècia (Vastergötland, Suècia, 1101 - Götene, Suècia, 31 de juliol de 1160) pertanyia a la classe de l'alta societat.
Va néixer a la ciutat de Västergötland, Suècia. Filla de Jarl Guthorm. La seva família era pagana i en la seva joventut es va convertir al cristianisme. De jove es va casar amb un home de caràcter fort. Després de la mort del seu marit es va consagrar a les obres de caritat a temps complet. Després d'una peregrinació a la Ciutat Eterna, va ser assassinada pels familiars del seu el seu gendre. L'acusaven de complicitat amb l'assassí del seu gendre. Segons el martirologi Romà la seva biografia la va escriure el San Brynolph, bisbe de Skara, a Suècia.
Després de l'assassinat, el seu cos va ser traslladat de Götene cap a Skövde i enterrat a la capella de la localitat. És venerada com a màrtir de l'Església catòlica. El seu culte va ser aprovat pel Papa Alexandre III (1164), després de múltiples miracles obrats en la seva tomba. Després de la seva mort van sorgir moltes llegendes, descrivint la seva vida exemplar. És coneguda també com a Elin.